# Eupromerella propinqua
Eupromerella propinqua är en skalbaggsart som först beskrevs av Julius Melzer 1931.  Eupromerella propinqua ingår i släktet Eupromerella och familjen långhorningar.
Artens utbredningsområde är Paraguay. Inga underarter finns listade i Catalogue of Life.